# Barichneumon vishnu
Barichneumon vishnu är en stekelart som först beskrevs av Cameron 1897.  Barichneumon vishnu ingår i släktet Barichneumon och familjen brokparasitsteklar. Inga underarter finns listade.